# Caperonia bahiensis
Caperonia bahiensis är en törelväxtart som beskrevs av Johannes Müller Argoviensis. Caperonia bahiensis ingår i släktet Caperonia och familjen törelväxter. Inga underarter finns listade i Catalogue of Life.